# Stojan Auer
Stojan Auer, slovenski medijec in lokalni politik, * 15. marec 1964, Maribor.

## Življenjepis
Dipl. ekonomist in inž. multimedijev je zaslovel v 90. letih 20. stoletja kot voditelj priljubljene televizijske oddaje Poglej in zadeni, ki se je predvajala v letih 1992-1997 na nacionalnem televizijskem programu. Oddaja je bila svojevrsten fenomen, saj je Auer gostil številne zvezdnike svetovnega formata, kar kasneje ni uspelo praktično nobenemu slovenskem televizijskem voditelju. Vodil je tudi oddajo Planet In.
Auer ostaja aktiven v medijskem svetu s svojo radijsko postajo Radio Net FM in televizijskim kanalom Net TV, zadnje čase pa se ukvarja tudi z lokalno politiko - je namreč mariborski mestni svetnik ter predsednik Liste za pravičnost in razvoj (LPR), na lokalnih volitvah 2010 pa je tudi (sicer neuspešno) kandidiral za župana Maribora.
Leta 2005 so Auerja obsodili na enoletno zaporno kazen zaradi utaje davkov. Kazen je začel prestajati v začetku leta 2006, a so ga nato kmalu izpustili iz zapora, saj je bila sodba razveljavljena.
Na državnozborskih volitvah leta 2011 je kandidiral na listi SDS.

## Družina
Z ženo Karmen ima hči Sandro (*1985).